# Twin Brooks (Dakota du Sud)
Pour les articles homonymes, voir Twin Brooks.
Twin Brooks est une municipalité américaine située dans le comté de Grant, dans l'État du Dakota du Sud.
La localité doit son nom à deux « ruisseaux jumeaux » (twin brooks en anglais) qui s'écoulent des collines vers la Whetstone (en). Lors de la création du bureau de poste en 1880, elle s'appelait Two Creeks, qui signifie deux ruisseaux.

## Démographie
| 1910 | 1920 | 1930 | 1940 | 1950 | 1960 |
| ---- | ---- | ---- | ---- | ---- | ---- |
| 190  | 141  | 138  | 121  | 113  | 86   |

| 1970 | 1980 | 1990 | 2000 | 2010 | - |
| ---- | ---- | ---- | ---- | ---- | - |
| 122  | 87   | 54   | 55   | 69   | - |

Selon le recensement de 2010, Twin Brooks compte 69 habitants. La municipalité s'étend sur 0,41 milles carrés (1,06 km2).